# ادموند ام کلارک
ادموند ام کلارک (انگلیسی: Edmund M. Clarke؛ زادهٔ ۲۷ ژوئیهٔ ۱۹۴۵) یک دانشمند علوم رایانه و استاد دانشگاه آمریکایی بود که معروفیت او به دلیل توسعه بررسی روش برای تأیید رسمی طراحی‌های سخت‌افزار و نرم‌افزار بود. او استاد سیستم‌های FORE در علوم رایانه در دانشگاه کارنگی ملون بود.
کلارک به همراه ارنست آلن امرسون و جوزف سیفاکیس جایزه تورینگ ACM را در سال ۲۰۰۷ دریافت کردند.

## زندگی‌نامه
کلارک مدرک B.A. در ریاضیات را از دانشگاه ویرجینیا، در شارلوتزویل  در سال ۱۹۶۷، مدرک کارشناسی ارشد در ریاضیات را از دانشگاه دوک، در دورهام  در سال ۱۹۶۸، و پی‌اچ‌دی در علوم رایانه را از دانشگاه کرنل، در ایتاکا، نیویورک در سال ۱۹۷۶دریافت کرد. پس از دریافت پی‌اچ‌دی، به مدت دو سال در گروه علوم رایانه دانشگاه دوک تدریس کرد. در سال ۱۹۷۸، او به دانشگاه هاروارد، کمبریج نقل مکان کرد و در آنجا استادیار علوم رایانه در بخش علوم کاربردی شد. او در سال ۱۹۸۲ هاروارد را ترک کرد تا به دانشکده علوم رایانه در دانشگاه کارنگی ملون، پیتسبرگ بپیوندد.